# Запорізька дирекція залізничних перевезень
Запорізька дирекція є однією з чотирьох дирекцій Придніпровської залізниці.
Дирекція обслуговує більшу частину Запорізької, а також незначні частини Дніпропетровської та Херсонської областей.
На території дирекції проживає приблизно 2 млн осіб.

## Станції
Центр дирекції знаходиться в Запоріжжі — найбільшому місті на території дирекції. Серед інших важливих станцій слід зазначити Мелітополь, Бердянськ, Енергодар, Пологи, Федорівка, Новоолексіївка та інші.
На території дирекції розташований важливий порт Бердянськ, що знаходиться на узбережжі Азовського моря.

## Залізниці
Більша частина поїздів, що прямували у Крим до 27 грудня 2014 року, курсували через Запорізьку дирекцію. Це було пов'язано з тим, що через дирекцію проходить магістральна меридіональна міждержавна електрифікована двоколійна залізниця Москва — Харків — Сімферополь, яка перетинає дирекцію з півночі на південь.

Вантажний потяг на дільниці Нікополь — Запоріжжя (1936)

Другий за значенням, широтний напрямок з заходу на схід  — Кривий Ріг — Донбас. В першу чергу  — це промислова лінія, що з'єднує Донбас, зокрема важливий порт Маріуполь з Криворіжжям та Центральною Україною. Лінія місцями двоколійна (до станції Запоріжжя II) та електрифікована постійним струмом від Кривого Рогу до станції Кирпотине. 
Протягом 1979—1981 років на напрямку Запоріжжя II — Пологи — Комиш-Зоря побудували двоколійні вставки, проте, через значне скорочення після 1992 року руху вантажних потягів, їх, протягом 1999—2003 років повністю розібрали. На ділянці Запоріжжя 2 — Пологи нині курсує переважна більшість вантажних потягів та дві пари приміських потягів сполученням Запоріжжя — Пологи — Бердянськ.
На дільниці Пологи — Комиш-Зоря, курсував до весни 2014 року дизельний потяг підвищеної комфортності сполученням Іловайськ — Бердянськ. На цій дільниці також курсує двічі на добу приміський потяг, що складається з тепловозу ЧМЭ3 та кількох пасажирських вагонів сполученням Комиш-Зоря — Пологи, а також один раз на добу курсує ще один приміський потяг сполученням Пологи — Магедове.
Залізнична лінія Миколаїв — Волноваха (одноколійна від Миколаєва до Комиш-Зорі неелектрифікована, за винятком ст. Федорівка, що знаходиться на перетині з напрямком Запоріжжя — Сімферополь), сполучає морські порти Чорного моря з Донбасом. Нею прямували лише декілька літніх пасажирських потягів з Донбасу в напрямку Криму, щоденний пасажирський потяг № 342 сполученням Луганськ — Сімферополь та дизельний потяг підвищеної комфортності сполученням Іловайськ — Мелітополь. На даний час курсують такі приміські потяги: Нововесела — Херсон та Нововесела — Федорівка — Мелітополь та пасажирський потяг № 318/317 сполученням Кривий Ріг — Запоріжжя — Одеса; вантажопотоку ж, якщо не враховувати спорадичні вивізні рейси місцевого значення, після 1992 року тут практично немає.
Меридіональна гілка Бердянськ — Чаплине, що з'єднує портове місто зі станцією на широтній магістральній лінії Донецьк — Дніпро. Нині гілкою Бердянськ — Чаплине влітку курсують кілька пар пасажирських потягів та цілорічно приміський потяг сполученням Пологи — Чаплине, що складається з маневрового тепловоза ЧМЭ3 та двох пасажирських вагонів.
Тупикова гілка, що сполучає Енергодар зі станціями Таврійськ та Українська.

## Галерея

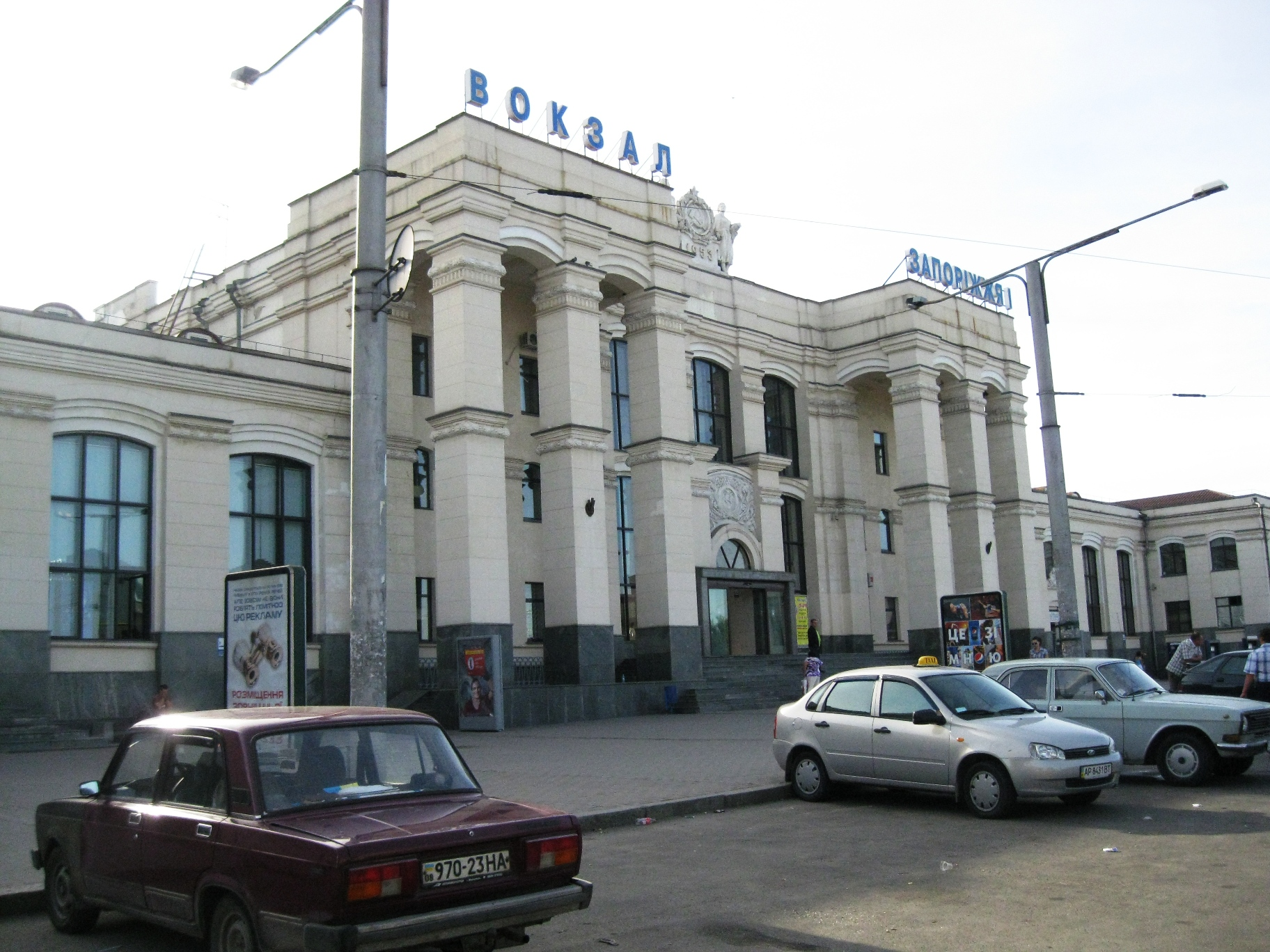
Вокзал ст. Запоріжжя I
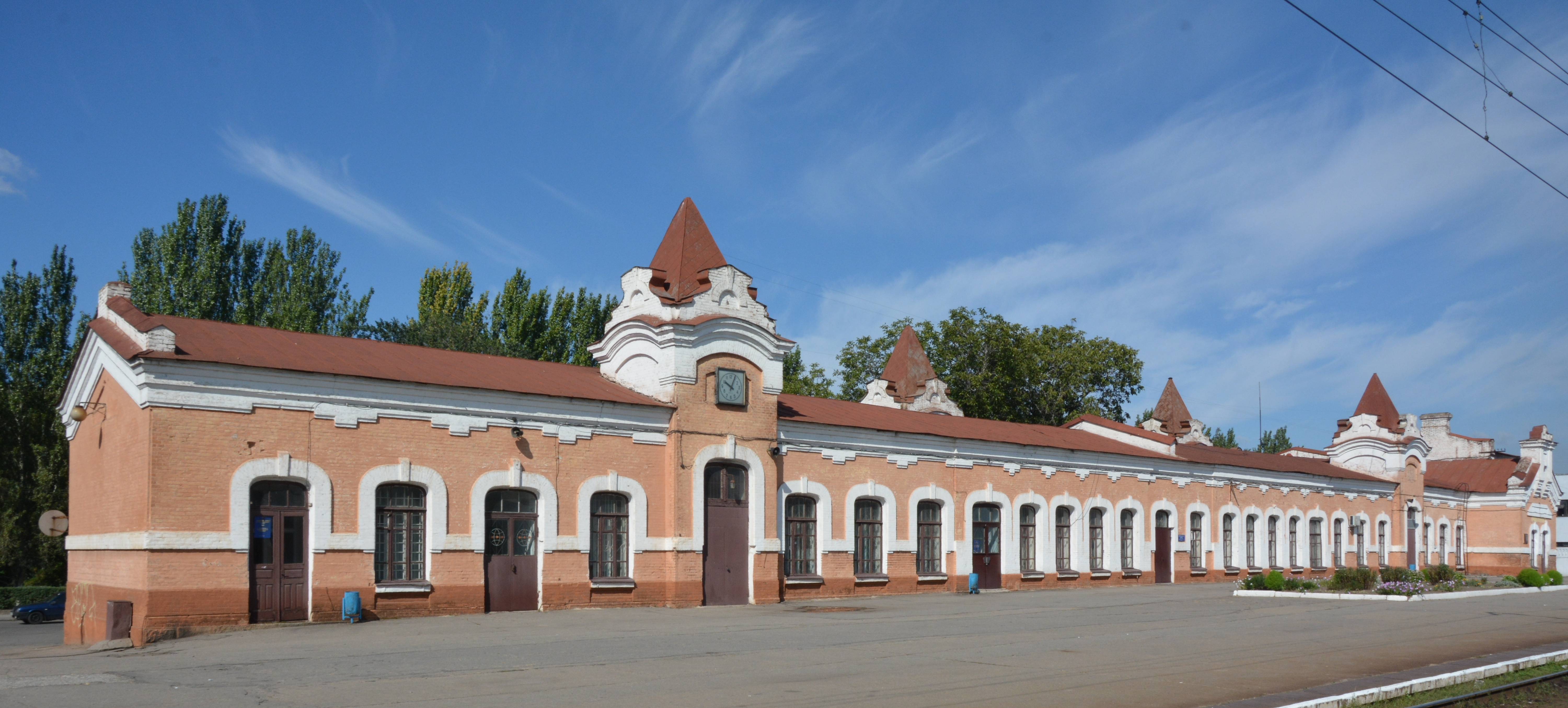
Вокзал ст. Запоріжжя II
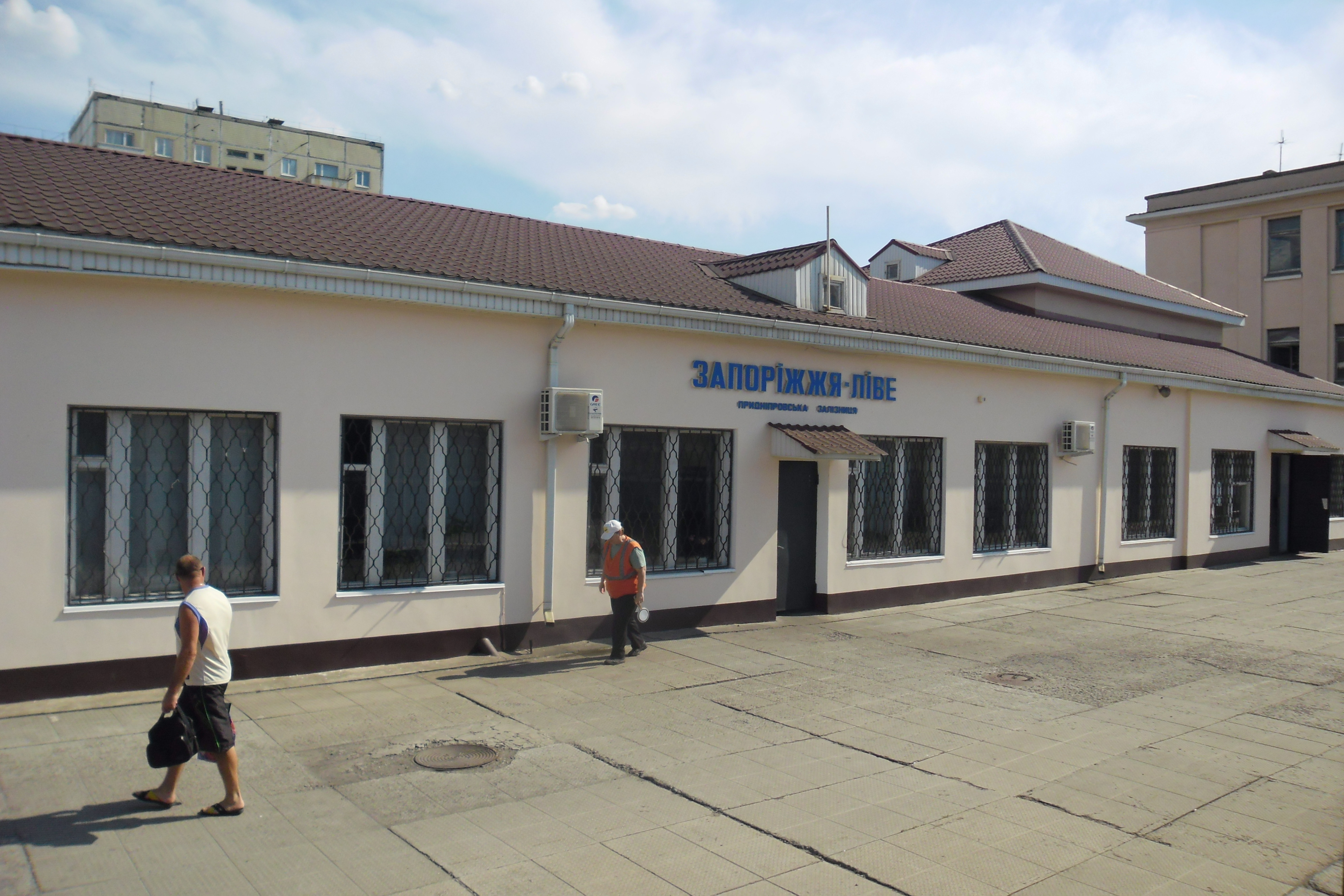
Вокзал ст. Запоріжжя-Ліве
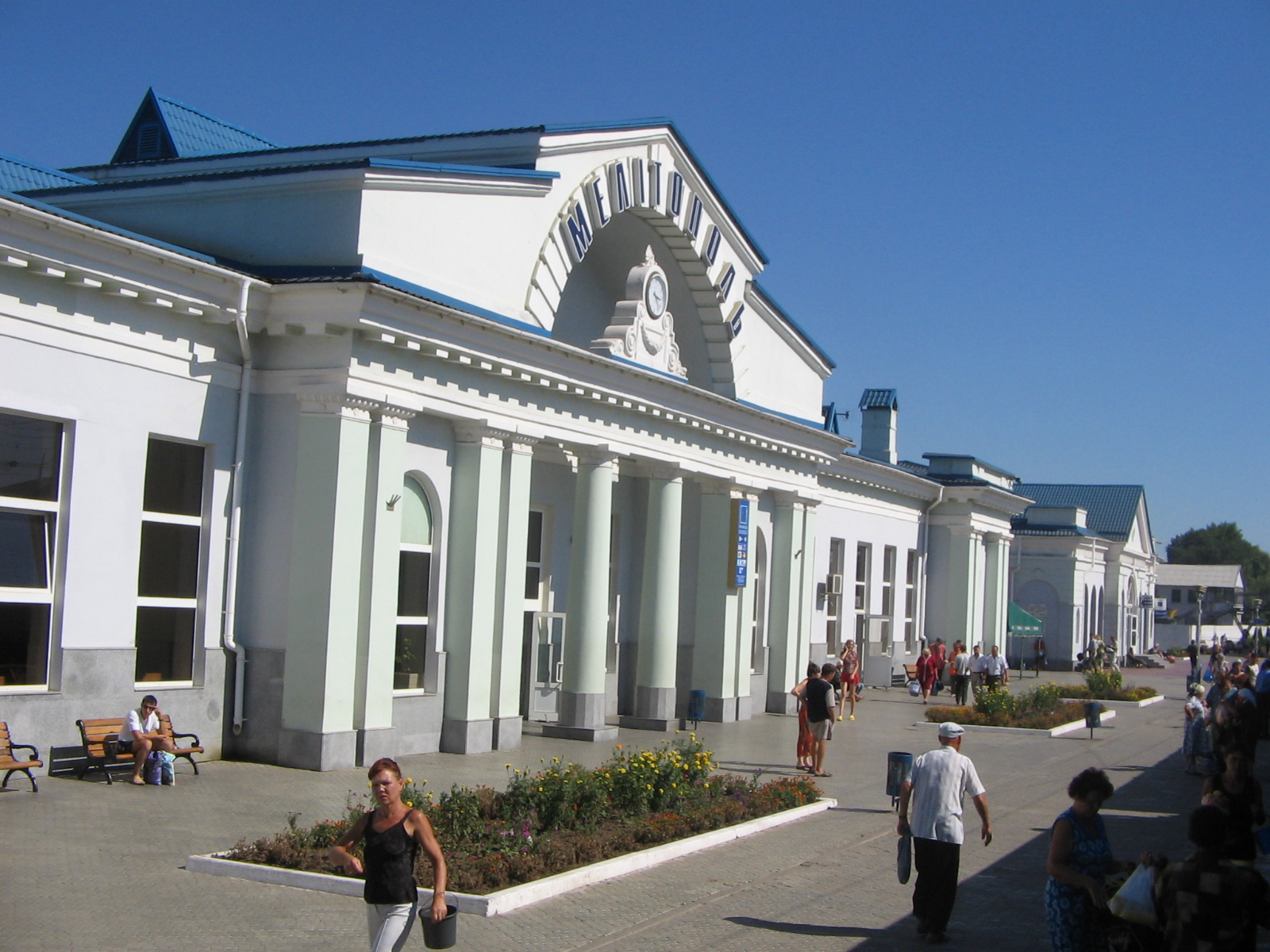
Вокзал ст. Мелітополь
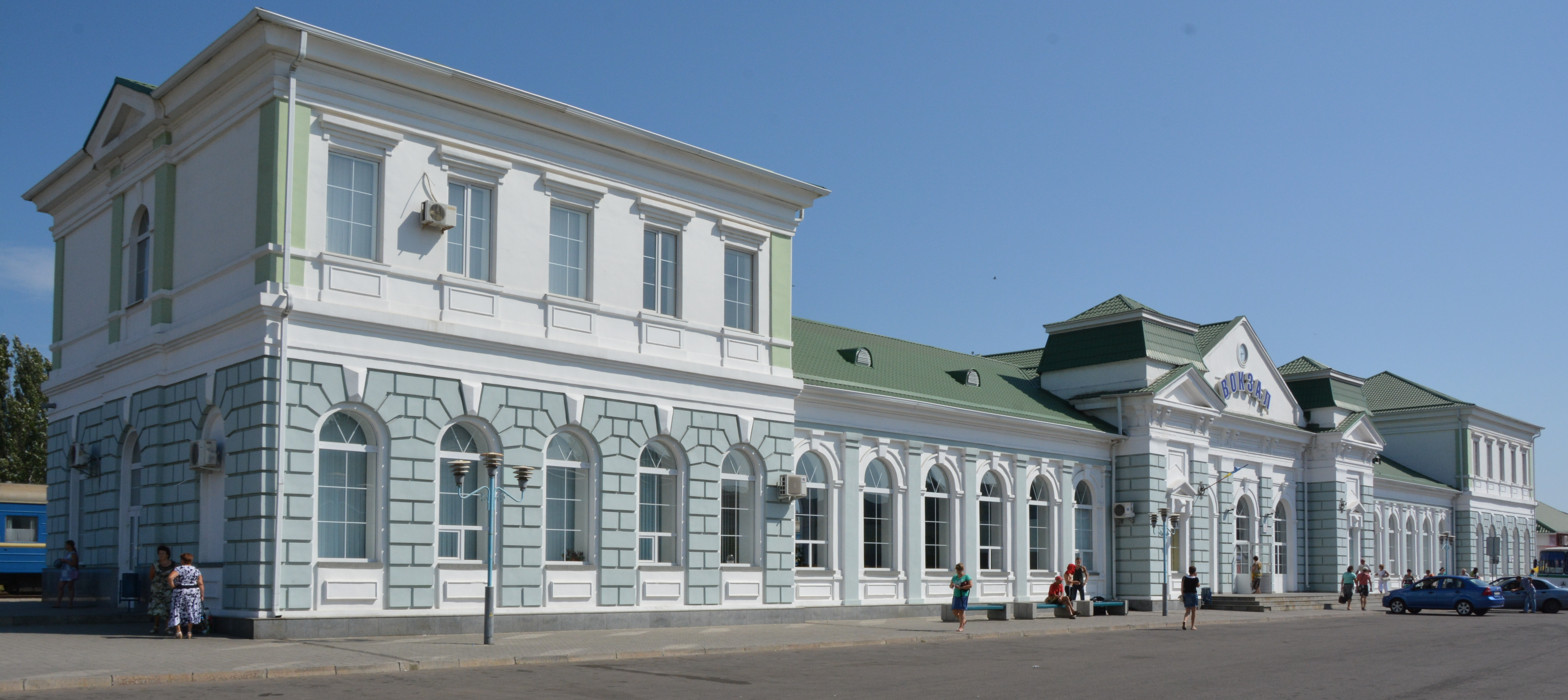
Вокзал ст. Бердянськ
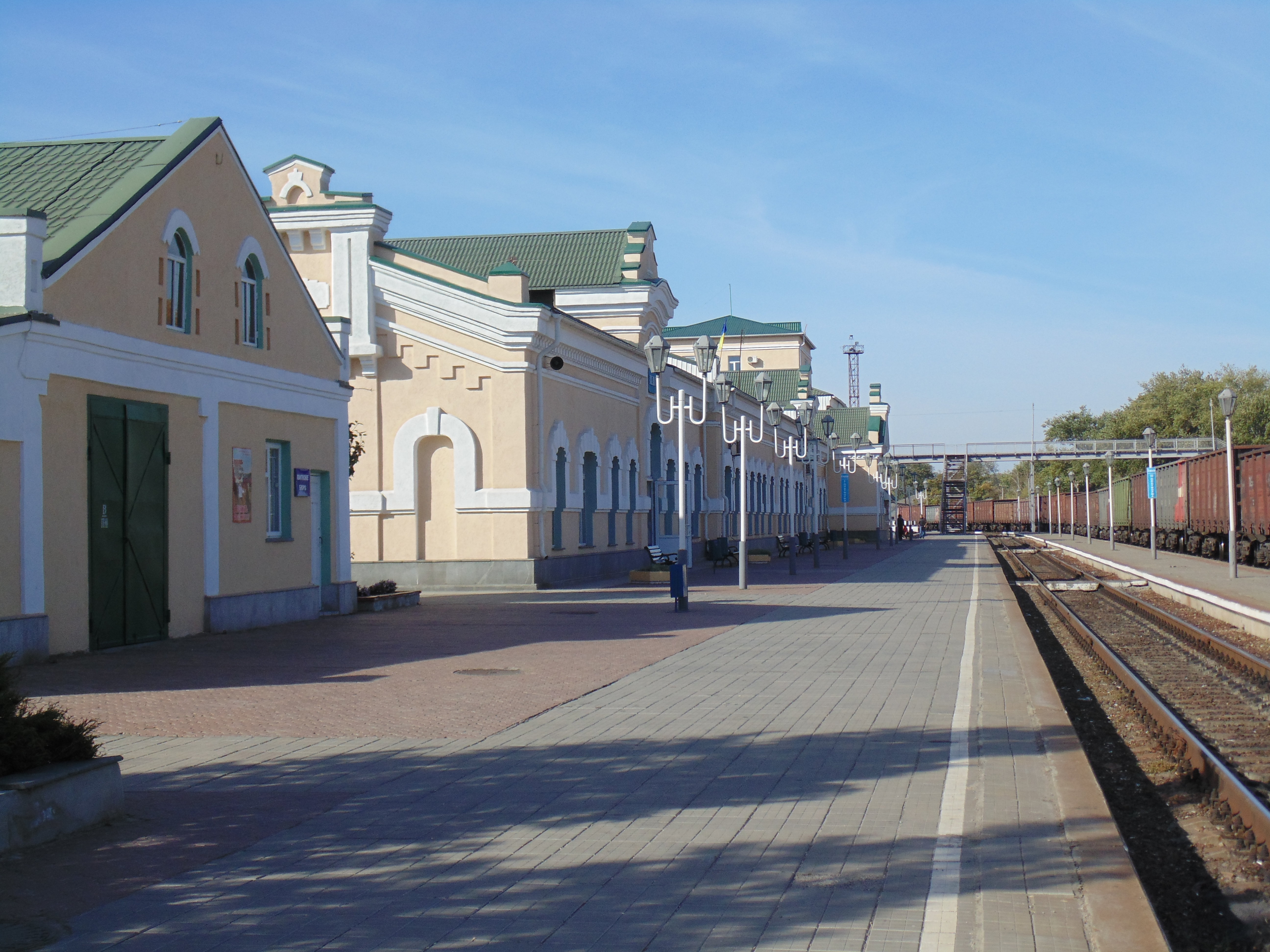
Вокзал ст. Пологи
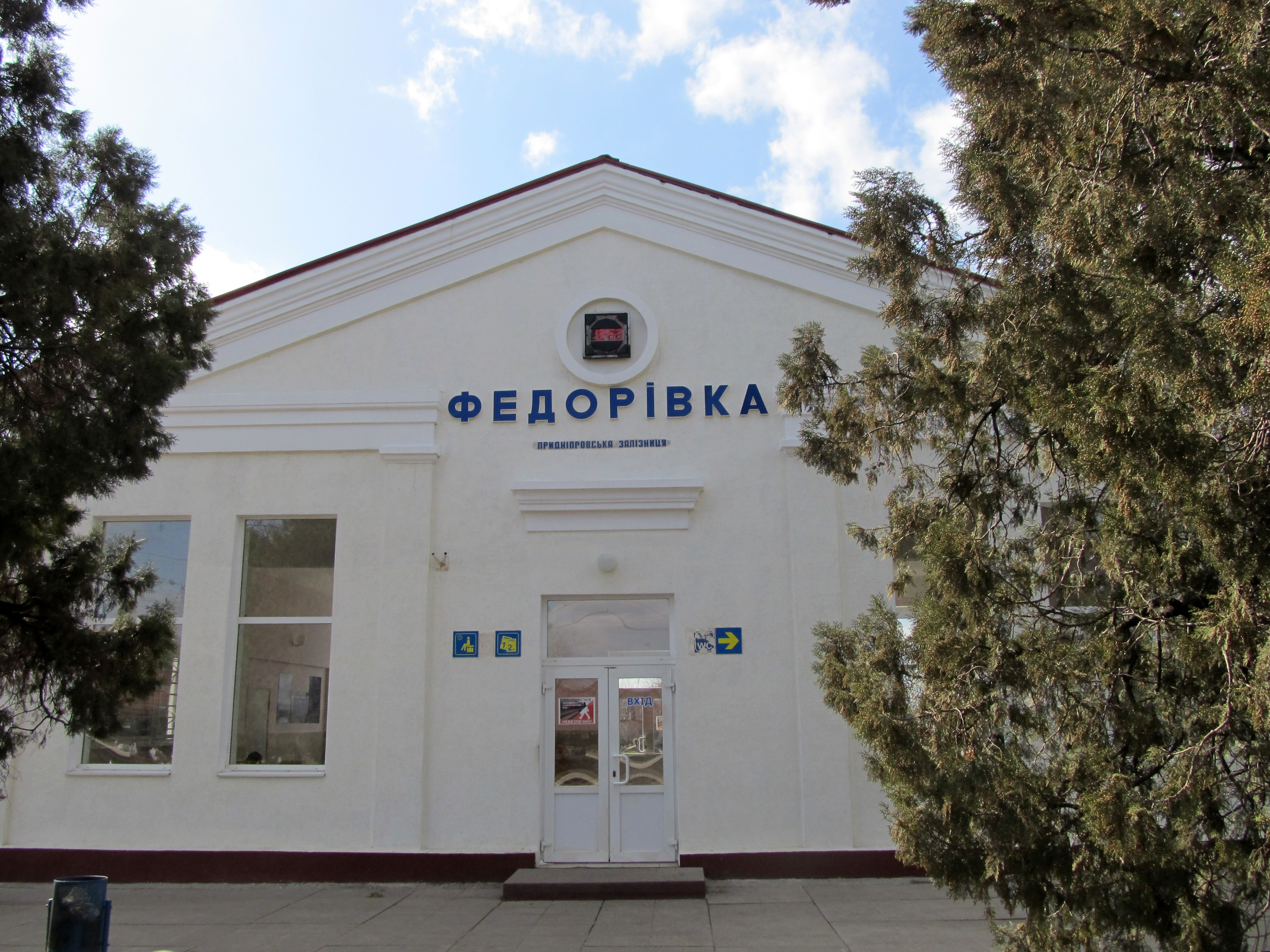
Вокзал ст. Федорівка
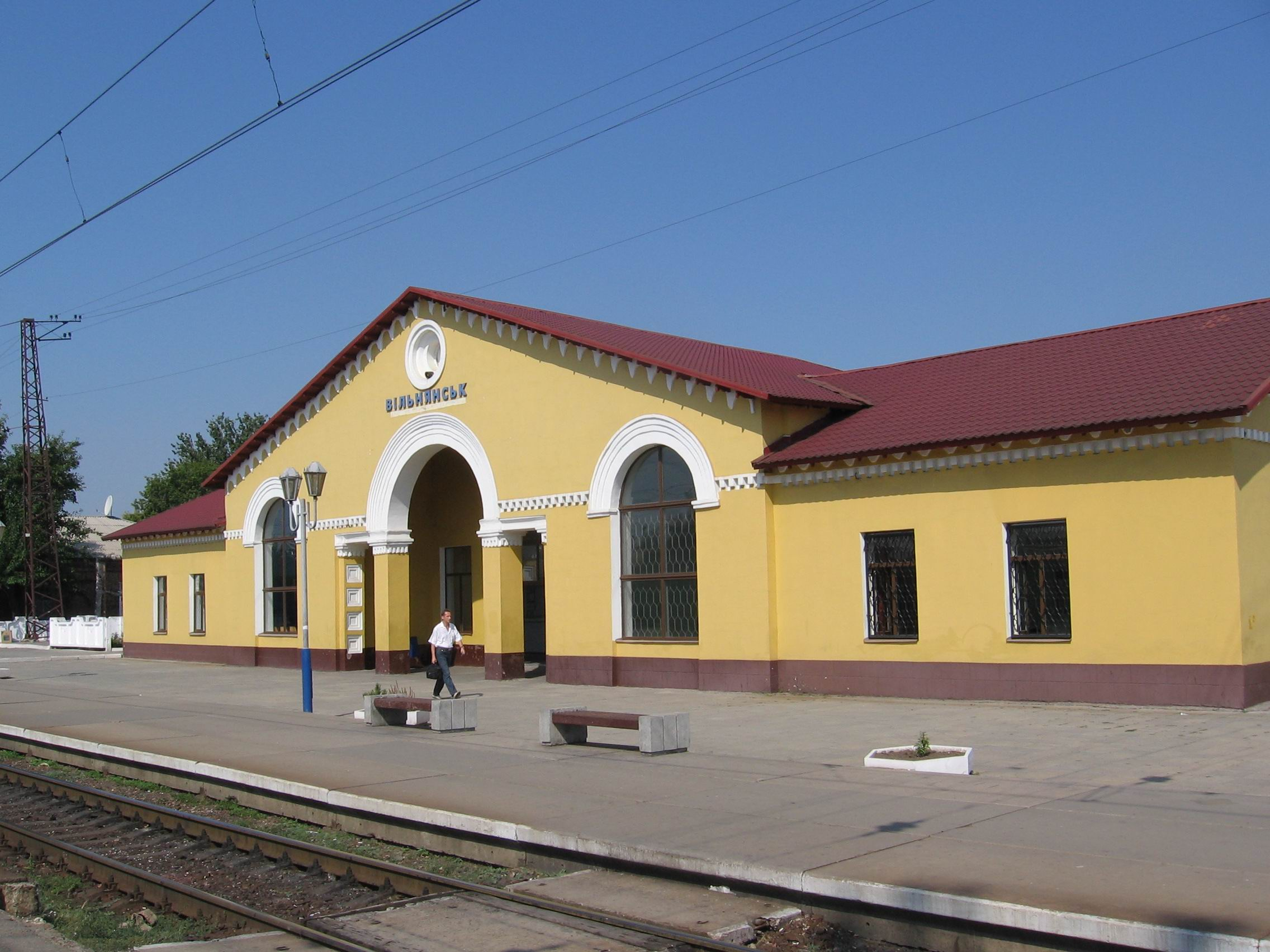
Вокзал ст. Вільнянськ
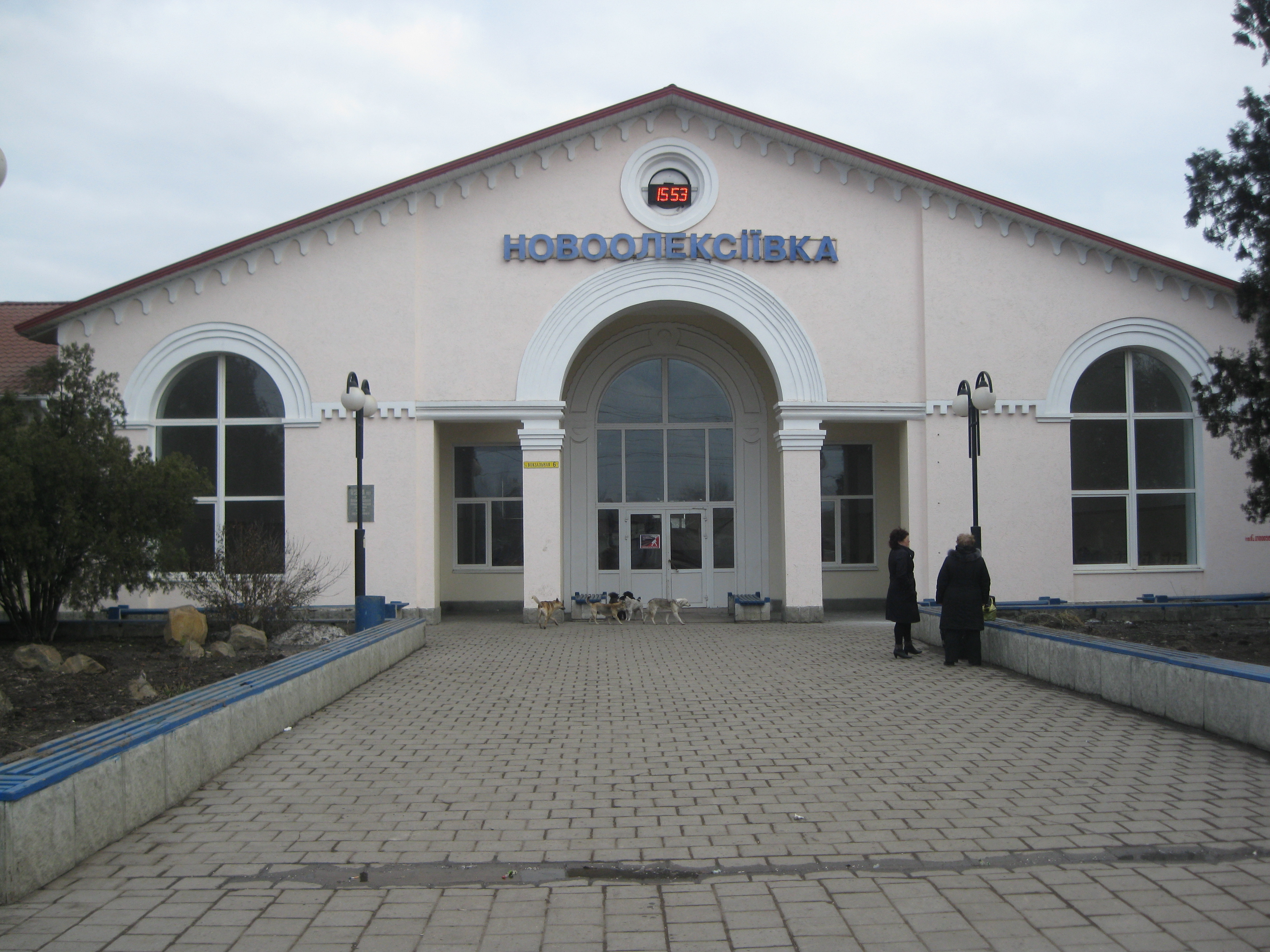
Вокзал ст. Новоолексіївка
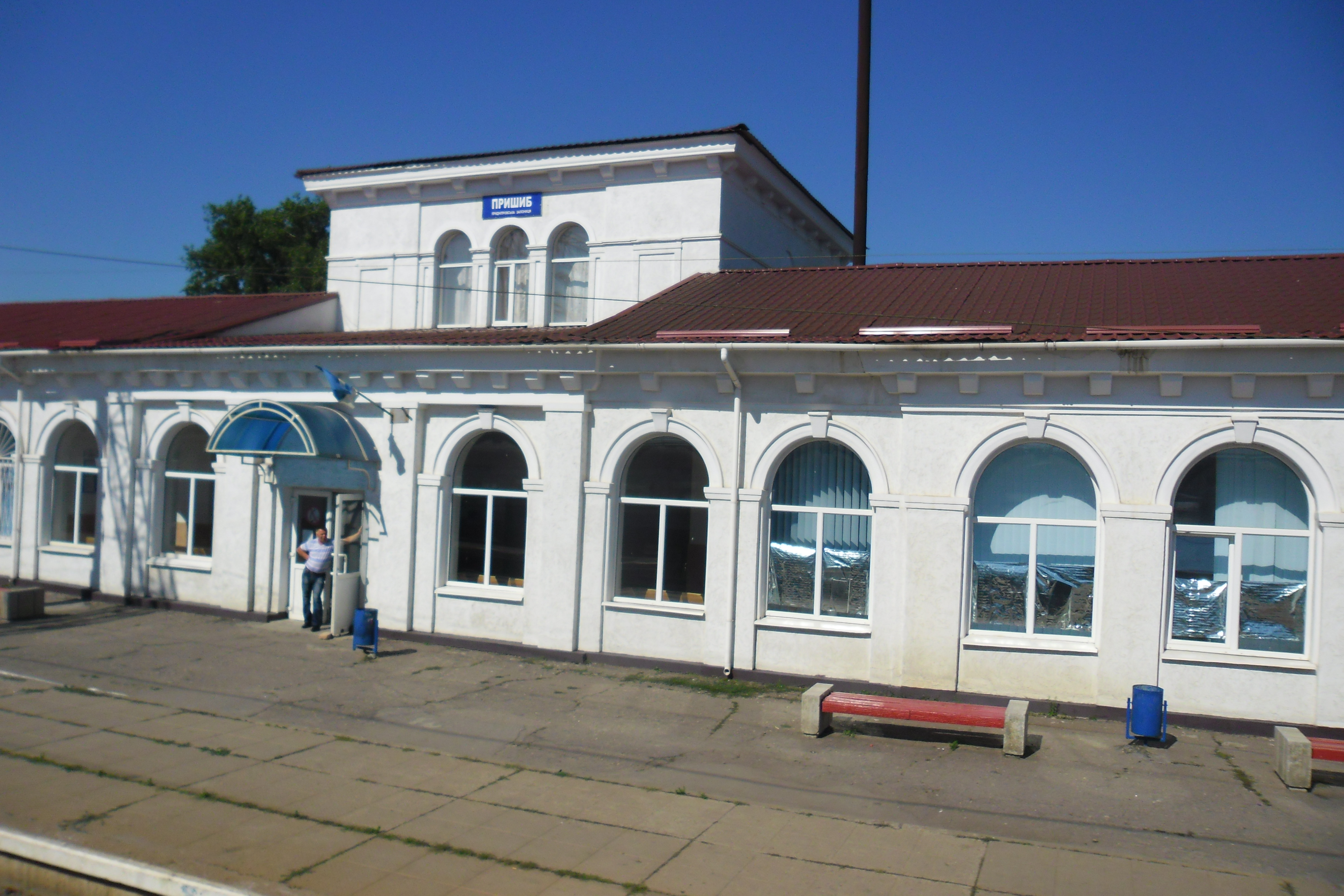
Вокзал ст. Пришиб
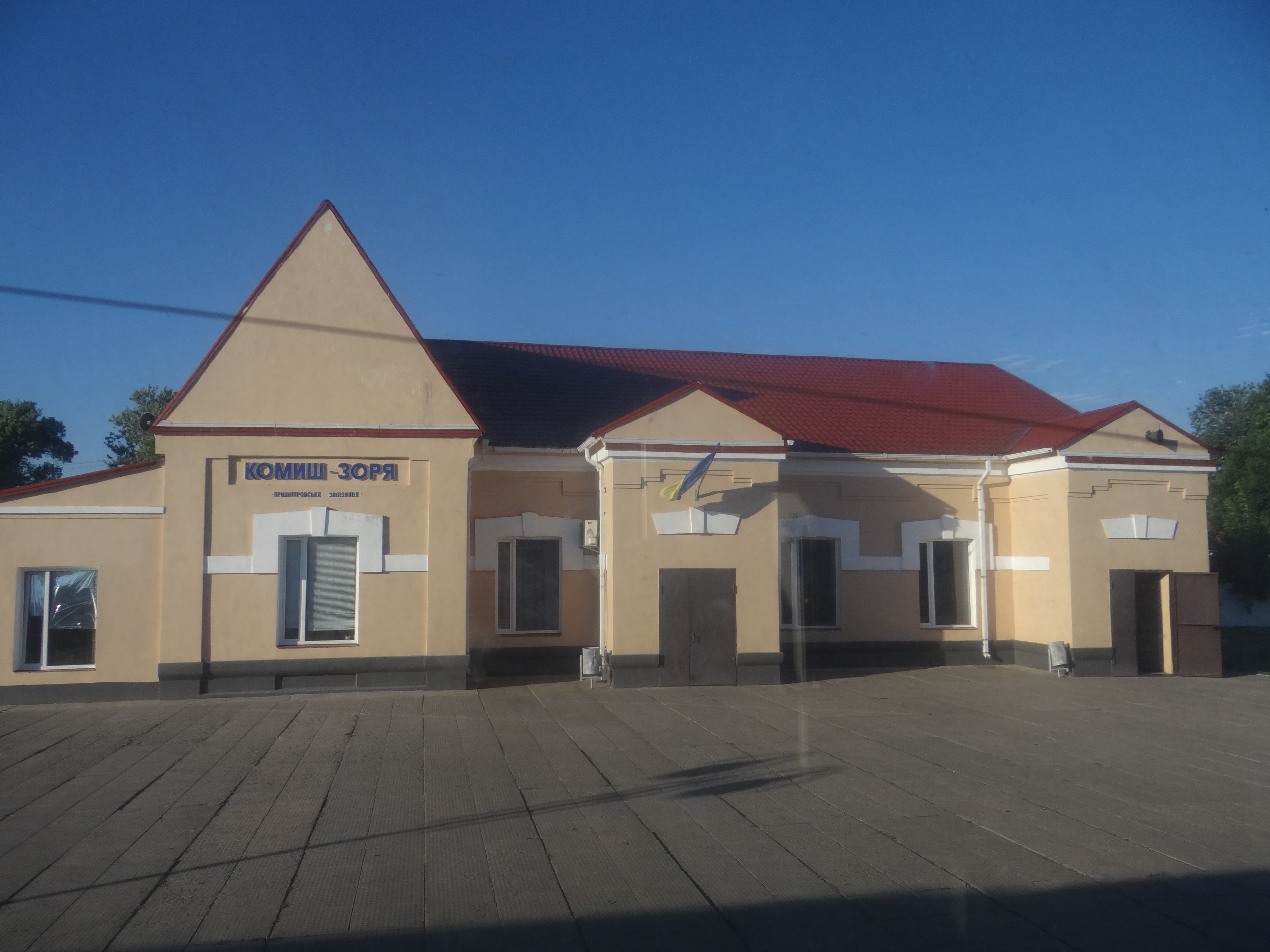
Вокзал ст. Комиш-Зоря

## Перспективи
Дільниця Запоріжжя II — Кирпотине була електрифікована протягом 1994—1999 рр., як початковий етап в напрямку до Комиш-Зорі. Другий етап електрифікації (станом на 2016 рік не була здійснена) — від ст. Кирпотине до ст. Комиш-Зоря в планах «Укрзалізниці» призначено на 2014—2015 р.р. ДП «Придніпровська залізниця» 21 вересня 2012 року за результатами тендеру уклало угоду з ВАТ «Інститут Дніпродіпротранс» на проєктно-дослідницькі роботи «Електрифікація ділянки Запоріжжя — Комиш-Зоря» вартістю 43 280 000 грн. Проєкт мав бути готовий 30 вересня 2013 року. Передбачено будівництво нового роз'їзду (імені Віктора Яковенка) на ділянці 321—332 км перегону Комиш-Зоря — Магедове (фактично це відновлення закритого після 1992 року роз'їзду Красний Восток, який знаходився на 327-му кілометрі цього перегону) і відновлення трьох двоколійних вставок: від станції Оріхівська до посту 245 км перегону Оріхівська — Обща, від станції Обща до посту 240 км перегону Оріхівська — Обща і від станції Кирпотине до посту 208 км перегону Фісаки — Кирпотине. До того часу, Донецька залізниця мала електрифікувати ділянку Волноваха — Комиш-Зоря. Це дозволило би перенаправити вантажні потяги, що возять залізну руду на металургійні комбінати Маріуполя, з перевантаженої гілки Синельникове — Чаплине — Красноармійськ, куди після 1992 року й перевели практично всі вантажопотоки, що раніше рухалися в напрямках Волноваха — Комиш-Зоря — Пологи — Запоріжжя та Волноваха — Комиш-Зоря — Федорівка — Мелітополь.
У зв'язку з війною на Донбасі станція Комиш-Зоря стала єдиною точкою, через яку Маріуполь має залізничне сполучення з рештою України. Перспектива окупності електрифікації в напрямках від Комиш-Зорі до Запоріжжя та до Волновахи — близько 9 років. Якщо на Донецькій залізниці для збільшення пропускної спроможності на перегоні Розівка —Зачатівська гілки Комиш-Зоря —Волноваха на початку літа 2017 року відновили демонтовану протягом 2002 —2003 другу колію, то одноколійний перегон Магедове —Комиш-Зоря довжиною 25 км майже повністю проходить найвищим місцем Приазовської височини, має складний профіль, дуже звивисту колію та обмеження швидкості 60 км/год (а в дійсності на багатьох ділянках швидкість обмежена навіть до 40 км/год).

## Межує з
Межує з такими дирекціями:
| Назва дирекції            | Назва залізниці          | Кількість стикових пунктів | Дільниці з'єднання                           | Магістральна лінія                |
| ------------------------- | ------------------------ | -------------------------- | -------------------------------------------- | --------------------------------- |
| Кримська дирекція         | Придніпровська залізниця | 1                          | Мелітополь — Новоолексіївка                  | Москва — Крим                     |
| Херсонська дирекція       | Одеська залізниця        | 1                          | Нововесела — Каховка                         | Одеса — Донбас                    |
| Криворізька дирекція      | Придніпровська залізниця | 1                          | Канцерівка — Марганець                       | Кривий Ріг — Донбас               |
| Дніпропетровська дирекція | Придніпровська залізниця | 2                          | Вільнянськ — Синельникове I Пологи — Чаплине | Москва — Крим Бердянськ — Чаплине |
| Ясинуватська дирекція     | Донецька залізниця       | 1                          | Комиш-Зоря — Волноваха                       | Кривий Ріг — Донбас               |